# Курилов, Семён Николаевич
Семён Николаевич Кури́лов (9 сентября 1935 — 6 апреля 1980) — юкагирский советский художник, писатель, публицист. Лауреат Государственной премии PC (Я) имени П. А. Ойунского. Член СП СССР с 1969 г. Владел русским, якутским, эвенским и чукотским языками.
Брат художника Николая Курилова и писателя и художника Улуро Адо (Гаврила Курилова).

## Творчество
- 1961 — «Увидимся в тундре»
- 1969 — «Ханидо и Халерха» (роман, в переводе «Орленок и Чайка»)
- 1975 — «Новые люди» (роман)

## Память
- Музей-квартира С. Н. Курилова в посёлке Черский Якутии России